# Mologa (città)

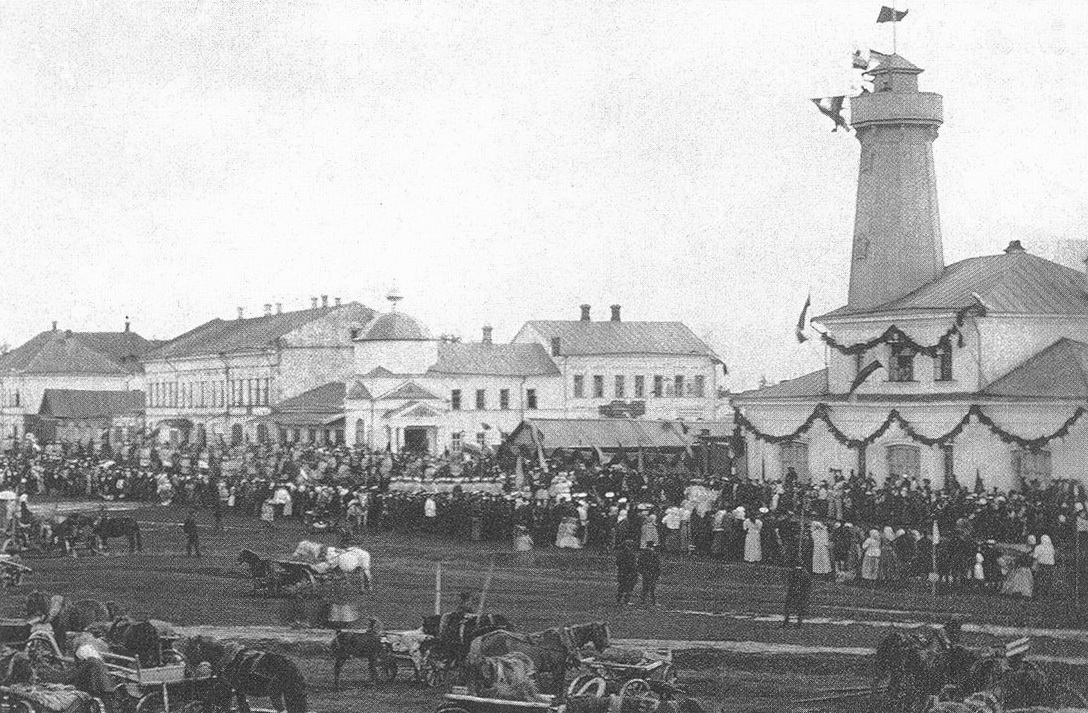
Una fotografia dell'antica Mologa

Mologa (in russo Моло́га?) era una cittadina dell'Oblast' di Jaroslavl', nella Russia europea centro-settentrionale, che sorgeva alla confluenza dei fiumi Mologa e Volga; la cittadina venne sommersa dalle acque del bacino artificiale di Rybinsk durante la sua formazione.
Si hanno notizie dell'esistenza di Mologa a partire dal XII secolo. Nel XIII secolo faceva parte del Principato di Rostov, mentre in seguito la cittadina venne annessa al Principato di Jaroslavl'; nel 1321 diventò invece il centro principale di un principato indipendente. Poco tempo dopo, Ivan III la annesse al Granducato di Mosca e da quel momento in poi i reggenti di Mologa si trasferirono a Mosca, dove furono conosciuti come i Principi Prozorovskij e Šachovskoj.

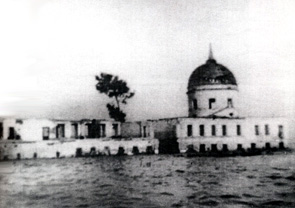
Un convento a Mologa mentre viene sommerso dall'acqua.

Verso la fine del XV secolo la sede di una fiera locale venne spostata da Cholopij Gorodok (una cittadina situata 55 km a nord) a Mologa; da allora Mologa divenne uno dei più importanti centri russi per l'esercizio del commercio con i paesi asiatici. Secondo quanto riporta il Rerum Moscoviticarum Commentarii di Sigismund von Herberstein, a Mologa era presente anche una fortezza.
Dopo il Periodo dei torbidi Mologa prosperò come sloboda. Nel XIX secolo e all'inizio del XX vi si trovavano importanti depositi e magazzini di merci e materiali dato che la cittadina si trovava all'inizio del canale Tichvin che collega il Volga con il Mar Baltico.
Durante la costruzione della grande centrale idroelettrica di Rybinsk e la immediatamente successiva formazione del bacino artificiale, negli anni quaranta, Mologa fu evacuata e successivamente sommersa dalle acque. Circa 130.000 persone furono costrette ad abbandonare Mologa e le zone circostanti; 294 dei suoi abitanti si rifiutarono di abbandonare le loro case nonostante i funzionari del NKVD non volessero sentir ragioni, e finirono per annegare.
Il 14 aprile, nella Oblast' di Jaroslavl', viene ricordato come il giorno di Mologa. Ogni anno delle imbarcazioni con monaci e sacerdoti a bordo si recano sul luogo ove sorgeva la cittadina e celebrano delle funzioni religiose di fronte alle croci che decoravano le punte dei campanili, ancora visibili sopra le acque del lago artificiale.